# Turów (powiat lubiński)
Turów (niem. Thauer) – wieś w Polsce położona w województwie dolnośląskim, w powiecie lubińskim, w gminie Ścinawa. W latach 1975–1998 miejscowość należała administracyjnie do województwa legnickiego.